# Вторая книга Царств
Вторая книга Царств —  в православии наименование книги, входящей в состав еврейской Библии (Танаха) и Ветхого Завета. 
В иудаизме, католицизме и протестантизме именуется «Второй книгой Самуила».
2-я из четырех Книг Царств.

## Состав
| Православие  | Иудаизм, западная христианская традиция | Православие            |
| ------------ | --------------------------------------- | ---------------------- |
| Книги Царств | Книга Самуила                           | Первая книга Царств    |
| Книги Царств | Книга Самуила                           | Вторая книга Царств    |
| Книги Царств | Книга Царей                             | Третья книга Царств    |
| Книги Царств | Книга Царей                             | Четвертая книга Царств |

Состоит из 24 глав. Излагает историю Израиля от смерти Саула до конца царствования Давида. 
Традиционно считается, что книга написана пророками Гадом и Нафаном.

## Содержание
- Глава 1
  - 1 Беглец с поля сражения в Гелвуе сообщает Давиду о смерти Саула
  - 11 Давид казнит вестника за то, что тот убил царя Саула
  - 17 Давид оплакивает смерть Саула и Ионафана
- Глава 2
  - 1 Давид пошел в Хеврон и там возводится в цари мужами Иуды;
  - 5 он хвалит жителей Иависа Галаадского за погребение тела Саула;
  - 8 Авенир возводит сына Саула Иевосфея царем над всем Израилем, кроме Иуды;
  - 12 Иоав, Авесса и Асаил идут войною против Авенира.
- Глава 3
  - 1 Давид в Хевроне: рождение многих сыновей;
  - 6 Авенир ссорится с Иевосфеем из-за наложницы Саула Рицпы и входит в соглашение с Давидом, который требует возвращения к нему своей первой жены Мелхолы, дочери Саула;
  - 17 Авенир приходит к Давиду и предлагает воцарить его над всем Израилем,
  - 22 Иоав предательски поражает Авенира;
  - 28 Давид отрекается от Иоава и оплакивает Авенира.
- Глава 4
  - 1 Иевосфей убит двумя своими военачальниками, которые приносит его голову к Давиду в Хеврон;
  - 9 Давид казнит их.
- Глава 5
  - 1 Израиль воцаряяет Давида, который берет крепость Сион и основывается в Иерусалиме;
  - 13 сыновья Давида, рождённые в Иерусалиме;
  - 17 филистимляне вышли против Давида, но были дважды поражены.
- Глава 6
  - 1 Давид вывозит Ковчег из дома Аминадава;
  - 6 наказание Озы, сына Аминадава, за прикосновение к Ковчегу
  - Давид оставляет Ковчег в доме Аведдара Гефянина;
  - 12 узнав, что Господь теперь благословляет дом Аведдара, Давид переносит Ковчег в свой город, скача пред ним и принося жертвы;
  - 16 Мелхола упрекает Давида за его унижение пред народом.
- Глава 7
  - 1 Давид сообщает пророку Нафану о своём намерении построить Храм;
  - 3 Господь повелевает Нафану передать Давиду, что Храм построит его сын;
  - 18 благодарственная молитва Давида.
- Глава 8
  - Война Давида против Моава, Адраазара и сирийцев;
  - 15 его главные начальники.
- Глава 9
  - Милость, оказанная Давидом Мемфивосфею, сыну Ионафана, и Сиве, слуге Саула
- Глава 10
  - Иоав поражает войска моавитян и сирийцев;
  - 15 второе поражение сирийцев, мир с Израилем.
- Глава 11
  - 1 Пока Иоав воюет против Аммонитян, Давид берет к себе Вирсавию;
  - 6 Урия возвращается, но отказывается спать в своем доме;
  - 14 по приказу Давида Иоав ставит Урию в опасном месте, где он поражен;
  - 26 Давид берет Вирсавию в жены, и она рожает ему сына.
- Глава 12
  - 1 Нафан обличает преступление Давида и Вирсавии;
  - 15 болезнь и смерть младенца, рождённого Вирсавией;
  - 24 рождение Соломона; полное поражение аммонитян.
- Глава 13
  - 1 Амнон, сын Давида, насилует свою единокровную сестру Фамарь
  - 20 ее полнородный брат Авессалом мстит Амнону;
  - 30 остальные сыновья Давида возвращаются, а Авессалом бежит на три года к царю Гессурскому.
- Глава 14
  - 1 Мудрая женщина из Фекои, наученная Иоавом, мирит Давида и Авессалома;
  - 21 Давид повелевает Иоаву вернуть Авессалома из Гессура;
  - 25 красота Авессалома, его семья; примирение с отцом.
- Глава 15
  - 1 Авессалом «вкрадывался в сердце израильтян»;
  - 7 его заговор в Хевроне против Давида,
  - 13 бегство Давида из Иерусалима со своим двором, кроме Садока и Авиафара с их сыновьями, и Хусия, которые оставлены им как двойные агенты.
- Глава 16
  - 1 Давид отдает слуги Сиве всё имущество Мемфивосфея, который надеялся вернуть себе царство из-за восстания Авессалома;
  - 5 Семей из дома Саулова поносит убегающего Давида и бросает в него камнями;
  - 15 Хусий и Ахитофел приняты Авессаломом как советники; наложницы Давида.
- Глава 17
  - 1 Авессалом предпочитает совет Хусия совету Ахитофела;
  - 15 по указанию Хусия священники послали весть Давиду, чтобы он перешел  Иордан; Ионафан и Ахимаас скрываются от слуг Авессалома и приносит Давиду весть Хусия; Ахитофел кончает с собой;
  - 24 Давид принят в Маханаиме за Иорданом.
- Глава 18
  - 1 Войско Давида выступает против войска Авессалома,  Давид приказывает сберечь жизнь его сына;
  - 6 войско Авессалома побеждено;
  - 9 Авессалом запутался волосами в ветвях дуба и убит Иоавом;
  - 16 его похороны в лесу;
  - 19 Ахимаас и Хусий приносят Давиду весть о победе и о смерти Авессалома;
  - 33 печаль Давида о Авессаломе.
- Глава 19
  - 1 Иоав упрекает Давида за его плач
  - 9 израильтяне и иудеи приглашают Давида вернуться;
  - 16 Семей и Мемфивосфей просят прощения у Давида;
  - 31 награда Верзеллею за его помощь Давиду во дни его бегства;
  - 40 спор Израиля и Иуды о их правах на царя и его милости.
- Глава 20
  - 1 Восстание Савея Вениамитянина, погоня за ним Иоава, поражение Амессая и Савея;
  - 23 главные начальники Давида.
- Глава 21
  - 1 Требование гаваонитян о мщении за поступки Саула;
  - 7 Давид отдает им на казнь семь сыновей Саула;
  - 10  мать двух из них Рицпа у мести казни сыновей;
  - 12 Давид с почетом хоронит казненных царевичей, а также кости Саула и Ионафана;
  - 15 главные у Давида в его войнах с филистимлянами.
- Глава 22
  - Песнь Давида, воспетая Господу, его избавителю.
- Глава 23
  - 1 Последние слова Давида — песнь хвалы;
  - 8 деяния храбрых у Давида; поступок трех, принесших воду из колодезя Вифлеемского.
- Глава 24
  - 1 Давид исчисляет Израиля и Иуду;
  - 10 гнев Господа за это исчисление и покаяние Давида;
  - 15 Господь посылает язву, и Давид ходатайствует за невинный народ;
  - 18 Давид покупает гумно у Орны и ставит на нём жертвенник;
  - 25 приносит на нем жертву, и язва прекратилась.

## Переводы на русский язык
- Архимандрита Макария, 1860—1867[3]
- Синодальный перевод, 1876[4]
- Л. Ф. Максимова (Арье Ольман), Алины Позиной, 2006[5]
- М.Л. Ковсан, 2014[6]